# Opistognathus mexicanus
Opistognathus mexicanus är en fiskart som beskrevs av Allen och Robertson, 1991. Opistognathus mexicanus ingår i släktet Opistognathus och familjen Opistognathidae. Inga underarter finns listade i Catalogue of Life.